# Sauce claire

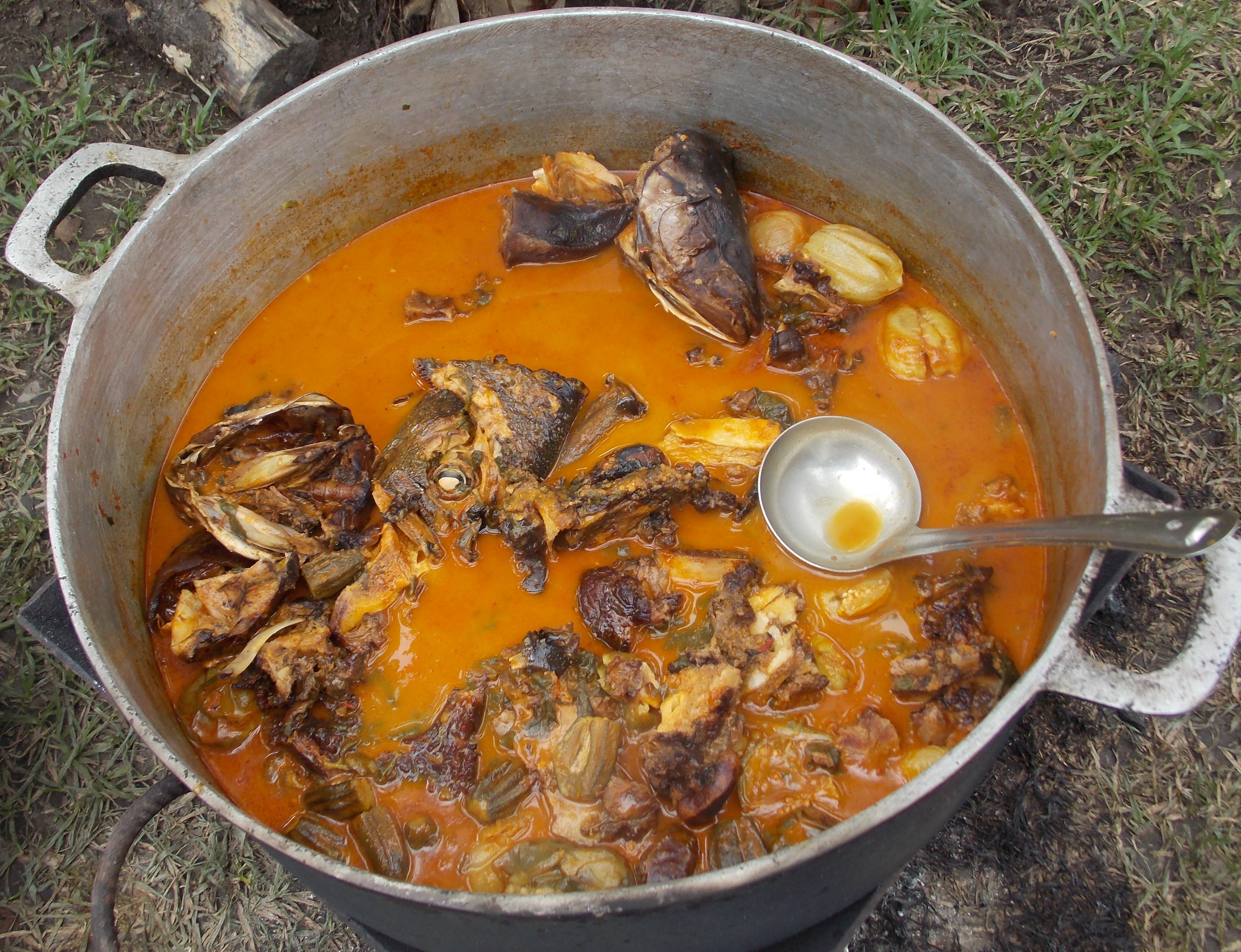
Sauce claire préparée avec du poisson

La sauce claire(nom pour désigner cette sauce en Côte d’Ivoire) est une sauce à base d'aubergines avec une épice phare en Afrique, l’akpi (une amande provenant d’un arbre fruitier de la forêt tropicale). 
Elle accompagne, en Afrique de l'Ouest, les plats de poisson ou de viande.